# Modula
Limbajul de programare Modula este un descendent al limbajului de programare Pascal. A fost dezvoltat în Elveția, în 1975, de Niklaus Wirth, aceeași persoană care a proiectat limbajul de programare Pascal. Noutatea principală care îl diferențiază de Pascal este sistemul de modulare, folosit pentru gruparea de seturi de declarații în programe unitare; de aici numele Modula.